# 154e régiment d'artillerie
Le 154e régiment d'artillerie est une unité de l'armée française. Il est créé en août 1919, en regroupant plusieurs batteries issues de divers régiments. Il est affecté à la défense des positions alpines et à ce titre participe à la Seconde Guerre mondiale en combattant l'invasion italienne de juin 1940. Il est dissout après l'armistice de juin.
Il reprend les traditions du 4e régiment d'artillerie à pied .

## Différentes dénominations
- 1919 : création

## Chefs de corps
- 1919 : colonel Limousin[1]
- 1919 : colonel Poussielgue[1]

## Historique des garnisons, combats et bataille

### Avant-guerre (1919-1939)
Le 154e régiment d'artillerie à pied (154e RAP) est créé à Grenoble le 1er août 1919 à du 161e régiment d'artillerie à pied mais aussi des 176e et 177e régiments d'artillerie de tranchées (RAT), du 156e régiment d'artillerie à pied et du 11e régiment d'artillerie à pied.
Il est constitué des unités suivantes, :
- État-major issu du 161e RAP ;
- Ier groupe :
  - 1re batterie : ex-1re batterie du 161e RAP ;
  - 2e batterie : ex-2e batterie du 161e RAP ;
  - 3e batterie : ex-3e batterie du 161e RAP ;
- IIe groupe :
  - 4e batterie, ex-5e batterie du 161e RAP ;
  - 5e batterie, ex-6e batterie du 161e RAP, citée une fois à l'ordre du régiment[4] ;
  - 6e batterie, ex-7e batterie du 161e RAP ;
- IIIe groupe :
  - 7e batterie, ex-1re batterie du 177e RAT, deux fois citée à l'ordre de l'armée pour ses actions pendant la Première Guerre mondiale et titulaire de la fourragère aux couleurs de la croix de guerre[4] ;
  - 8e batterie, ex-2e batterie du 177e RAT, deux fois citée à l'ordre de l'armée et titulaire de la fourragère[4] ;
  - 9e batterie, ex-4e batterie du 177e RAT, trois citée (dont deux à l'ordre de l'armée) et titulaire de la fourragère[4] ;
  - 10e batterie, ex-4e batterie du 11e RAP ;
  - 11e batterie, ex-26e batterie du 176e RAT, citée une fois à l'ordre du corps d'armée[4] ;
  - 12e batterie, ex-4e batterie du 156e RAP, deux fois citée, dont une à l'ordre de l'armée[4].

Sept de ces batteries sont issues du dépôt du 11e RAP dont le 154e RAP partage le dépôt.
Les batteries 9 à 12 sont dissoutes entre 1919 et 1923. Les trois groupes se répartissent entre Grenoble (État-major et IIIe groupe), Briançon (Ier) et Modane (IIIe). En 1925, le régiment est regroupé à Grenoble, jusqu'en 1929 où le IIIe groupe part pour Briançon. La 2e batterie est ensuite détachée à Modane et la 4e au fort de Tournoux.
À partir de 1935, le 154e régiment d'artillerie de position a son état-major et son IIe groupe en garnison à Grenoble, ainsi que son IIIe groupe à Briançon (dans le secteur fortifié du Dauphiné). Seul son Ier groupe est à Modane (secteur fortifié de la Savoie), détachant une batterie en Tarentaise et une autre dans le fort l'Écluse (dans le secteur défensif du Rhône).
En juin 1938, le régiment devient un régiment d'artillerie de position, avec la création de quatre batteries dites d'ouvrage, affectées aux ouvrages de la ligne Maginot.

### Après la mobilisation (1939-1940)
A la mobilisation générale, le régiment donne naissance au 164e RAP à partir du Ier groupe et au 162e RAP à partir du IIe groupe.
Affecté au secteur fortifié du Dauphiné, le 154e RAP « de temps de guerre » est réparti ainsi en juin 1940 :
- Ier groupe, affecté au sous-secteur de la Haute-Durance et de la Cerveyrette[8] :
  - 1re batterie à l'Ombilic (quatre canons de 75 mm modèle 1897), au Gondran D (trois canons de 65 mm modèle 1906), à Poët-Morand (quatre canons de 155 mm C modèle 1915 Saint-Chamond, l'Eyrette (quatre canons de 75 mm), Gondran et Clot de l'Infernet (deux mortiers de 150 mm T modèle 1917 Fabry) ;
  - 3e batterie autour du blockhaus de la Lausette (quatre canons de 75 mm, six canons de 120 mm L modèle 1878 et deux mortiers de 150 mm T) et au Laus (trois canons de 65 mm) ;
  - 6e batterie (intégrée au Ier groupe) à Poët-Moran et Ayrette (quatre mortiers Schneider de 280 mm C modèle 1914  et deux mortiers de 220 mm C modèle 1916 Schneider (en)) ;
  - 11e batterie (batterie d'ouvrage) dans l'ouvrage du Janus ;
- IIe groupe, affecté au sous-secteur de la Haute-Durance et de la Cerveyrette[8] :
  - 2e batterie au Champ-de-Mars de Briançon (quatre canons de 155 mm L 1877), à Fontchristiane (quatre canons de 155 mm L modèle 1877/14 Schneider (en) et à Serre-Paix (quatre canons de 105 mm L modèle 1913) ;
  - 4e batterie au fort Dauphin (quatre canons de 75 mm) et à Malafosse (quatre canons de 65 mm) ;
  - 5e batterie au moulin Faure (quatre canons de 75 mm) et avenue du Lautaret (quatre canons de 155 mm C Saint-Chamond) ;
  - 7e batterie au fort de la Croix-de-Bretagne (quatre canons de 155 mm L 1877 et quatre canons de 105 mm L 1913)[8].
- IIIe groupe, affecté au sous-secteur de la Haute-Clarée et de la Guisane :
  - 8e batterie (intégrée au IIIe groupe) au col de Granon (quatre canons de 145⁄155 mm L 1916 Saint-Chamond (en)) et au Cros à Briançon (deux canons de 194 mm GPF sur affût chenillé (en)) ;
  - 9e batterie aux Barteaux (deux canons de 155 mm L 1877 et deux mortiers de 150 mm T) et à Poët-Ollagnier (deux canons de 155 mm L 1877) ;
  - 10e batterie[N 1] sur le Sapey (trois canons de 65 mm), sur la montagne de Sachet (trois 65 mm et quatre canons de 75 mm) et au fort de l’Olive (sous casemate, deux canons de 75 mm)[9].

### Face aux Italiens (juin - juillet 1940)
La 6e batterie neutralise le fort italien du Chaberton entre le 21 et le 25 juin.

## Étendard

L'étendard du régiment et ses inscriptions au revers.

Il porte, cousues en lettres d'or dans ses plis, les inscriptions suivantes :
- Saint-Jean-d'Acre 1799
- Girone 1809
- Sébastopol 1854-1855
- Oajaca 1865 (es)
- Verdun 1916
- La Malmaison 1917

Les quatre premières sont reprises du 4e RAP[réf. nécessaire].

## Personnalités ayant servi au régiment
- Georges Delcamp, militant socialiste et résistant, effectue son service militaire au 154e RAP en 1928-1930[12] ;
- Pierre Chateau-Jobert, Compagnon de la Libération, officier au régiment du milieu des années 1930 à 1940.